# Shinsuke Nakamura
 (mars 2025).
Motif : Beaucoup de références nécessaires
Pour les articles homonymes, voir Nakamura.
Ne doit pas être confondu avec Shunsuke Nakamura.
Vous lisez un « bon article » labellisé en 2016.
Shinsuke Nakamura (中邑真輔, Nakamura Shinsuke) (né le 24 février 1980 à Mineyama) est un pratiquant d'arts martiaux mixtes (MMA) et catcheur japonais. Il travaille actuellement à la World Wrestling Entertainment, dans la division SmackDown, sous le même nom.
Il est notamment connu pour son parcours au sein de la New Japan Pro-Wrestling (NJPW), où il remporte son premier titre en décembre 2003 et devient le plus jeune champion poids-lourd IWGP de l'histoire à l'âge de 23 ans et 9 mois. Il gagne par la suite le championnat par équipe IWGP avec Hiroshi Tanahashi avant d'obtenir à deux reprises supplémentaires le titre poids-lourd. Il est également un quintuple champion intercontinental IWGP, un record pour ce titre, et a remporté 3 tournois majeurs, le G1 Tag League avec Masahiro Chōno en 2006, le G1 Climax en 2011 et le New Japan Cup en 2014. En 2015, Nakamura est membre du Wrestling Observer Hall of Fame.
Il quitte la fédération japonaise à la fin de l'année janvier 2016 après y avoir travaillé pendant 14 ans et rejoint la WWE. Il remporte l'édition 2018 du Royal Rumble, remporta le championnat de la NXT (2 fois), le championnat intercontinental (1 fois), le championnat des États-Unis (3 fois) et les titres par équipe de SmackDown avec Cesaro (1 fois).

## Biographie
Né à Mineyama, sur la côte au nord de la préfecture de Kyoto, il grandit dans une famille modeste avec ses deux sœurs et se passionne pour le puroresu durant son enfance. Il apprend lorsqu'il étudie à la Mineyama High School la lutte amateur où il remporte le championnat junior All Japan en 1998 dans la catégorie des 83 kg, puis termine troisième de la catégorie des 85 kg aux qualifications japonaises pour le championnat mondial étudiant en 2000 et quatrième des 97 kg pour le championnat mondial All Japan en 2001[réf. nécessaire]. Il étudie ensuite à l'université Aoyama Gakuin à Tokyo, où il rencontre Harumi Maekawa, avec qui il se marie le 1er septembre 2007[source insuffisante]. Il s'entraîne ensuite en 2002 au Dojo de la New Japan Pro-Wrestling pour devenir catcheur.
Le 27 août 2012, il effectue un lancer protocolaire lors d'un match de la ligue majeure de baseball entre les Texas Rangers et les Tampa Bay Ray[réf. nécessaire]. Il apparaît, avec Kazuchika Okada et d'autres personnalités nippones, dans le clip de la version japonaise de Happy de Pharrell Williams, sortie en mai 2014[source insuffisante]. Le 27 mai 2014, il sort son premier livre autobiographique intitulé King of Strong Style 1980–2004. Il fait une nouvelle apparition dans un clip vidéo avec le groupe de danse Tempura Kidz (en) en janvier 2015.
Il a admis être ami avec Bryan Danielson. Ce dernier désirait combattre contre Nakamura en 2015 lors de la tournée de la World Wrestling Entertainment au Japon, mais cette dernière a refusé,. Il est également ami avec Fergal Devitt[réf. nécessaire], Karl Anderson et Kazuchika Okada. Ses chanteurs préférés sont Freddie Mercury et Michael Jackson.
Il s'est passionné pour l'art pendant ses études. Il découvre les œuvres de Tarō Okamoto et s'en inspire pour faire ses propres dessins et tableaux[réf. nécessaire]. Il est devenu peintre amateur et a participé à une exposition en décembre 2008. Il a aussi réalisé des illustrations pour l'entreprise japonaise Business Inc. en 2010[réf. nécessaire] et pour le centre commercial Yokohama Moazu en 2015[réf. nécessaire].
Il réside à Orlando en Floride depuis mars 2016, peu après son arrivée à la WWE.

## Carrière

### New Japan Pro-Wrestling (2002-2016)

#### Super Rookie et premiers titres (2002-2005)
Shinsuke Nakamura rejoint la New Japan Pro-Wrestling en 2002 et décide de garder son vrai nom. Il dispute son premier match le 28 août 2002 lors de NJPW Cross Road et perd contre Tadao Yasuda. Très rapidement, il se fait appeler le « Super Rookie », en impressionnant les officiels de la NJPW et les fans avec ses combinaisons de prises et sa vitesse d'exécution.
Le 9 décembre 2003, il remporte son premier titre en battant Hiroyoshi Tenzan pour la ceinture poids-lourd IWGP et devient alors le plus jeune catcheur de l'histoire à avoir obtenu ce titre.
Le 4 janvier 2004, lors de Wrestling World 2004, il bat, pour sa première défense de titre, Yoshihiro Takayama dans un match revanche et unifie le titre poids-lourd IWGP avec le championnat poids-lourd de la NWF. Il est contraint de laisser son titre vacant le 5 février à la suite de multiples blessures mineures.
Il tente de récupérer son titre le 3 mai au cours de Nexess mais il perd contre le champion en titre Bob Sapp.
Le 24 octobre, il gagne un tournoi par équipe avec Hiroyoshi Tenzan, et ils remportent 10 000 000 ¥. Le 11 décembre, au cours de Battle Final 2004, il s'associe avec Hiroshi Tanahashi et battent les champions en titres Kensuke Sasaki et Minoru Suzuki et deviennent champions par équipe IWGP,.
Le 4 janvier 2005, lors du main-event de Wrestling World 2005, il bat son coéquipier et remporte le championnat poids-libre U-30 IWGP,.
Ils perdent finalement leurs ceintures par équipe IWGP le 30 octobre contre Black New Japan (Hiroyoshi Tenzan et Masahiro Chono),.

#### Apprentissage, BLACK et RISE (2006-2009)
Le 19 février 2006, à Circuit 2006 Acceleration, il fait équipe avec Brock Lesnar et battent ils Akebono et Riki Chōshū. Il s'agit de son dernier match avant son annonce de départ, car il souhaite s'entraîner et approfondir ses compétences de catcheur.
Il fait son retour en rejoignant BLACK, le clan de Masahiro Chōno et remportent leur match contre Manabu Nakanishi et Riki Chōshū le 9 octobre lors de Explosion. Il gagne ensuite le G1 Tag League 2006 avec Chōno. Une semaine plus tard, il fait équipe avec Koji Kanemoto et participe au tournoi national district par équipe. Le 17 novembre, ils battent Hiroshi Tanahashi et Naofumi Yamamoto et remportent le tournoi[réf. nécessaire].
Il participe à nouveau en août 2007 au G1 Climax, où il accède à la demi-finale avant d'être contraint d'abandonner le tournoi à la suite d'une blessure à l'épaule, qui l'écartera des rings pendant trois mois. Il revient le 11 novembre, lors de Destruction 2007, où il bat avec Giant Bernard l'équipe composée de Manabu Nakanishi et Yūji Nagata. Il crée et prend la tête du clan RISE (en), qui comprend pour la majeure partie les mêmes catcheurs que dans son ancien clan BLACK, et entre en rivalité avec le Great Bash Heel.
Cette dernière l'amène le 4 janvier 2008 lors de Wrestle Kingdom II in Tokyo Dome à combattre contre Hiroshi Tanahashi, match dont il ressort victorieux pour le gain du titre poids-lourd IWGP. Il unifie ensuite le 17 février son titre avec la troisième ceinture IWGP, titre issu de la Inoki Genome Federation, détenu par Kurt Angle. Il conserve son titre poids-lourd le 30 mars lors de New Dimension en battant Hiroshi Tanahashi avant de le céder un mois plus tard lors Circuit 2008 New Japan Brave à Keiji Mutō.

#### King of Strong Style (2009-2012)
En avril 2009, Nakamura effectue un heel turn, en s'alliant avec Toru Yano et en ayant une nouvelle rivalité avec Togi Makabe, qu'il bat à Resolution 2009, et Tomoaki Honma. Il crée ensuite Chaos, un clan de catcheurs adoptant un style de catch plus agressif, le Strong Style. C'est à cette période que Nakamura adopte une nouvelle prise de finition, le Boma Ye. Il participe en août au G1 Climax et termine premier de son groupe. Il bat le 16 août en demi-finale Hiroshi Tanahashi et le blesse au niveau de l'os orbital, ce dernier étant contraint de rendre son titre poids-lourd IWGP vacant,. Il perd en finale le même soir contre Togi Makabe.
Nakamura prend sa revanche le 27 septembre en battant Togi Makabe et remporte pour la troisième fois la ceinture poids-lourd IWGP. Après de multiples défenses de titres réussies,,,,,, il perd sa ceinture contre Togi Makabe le 3 mai au cours de Wrestling Dontaku 2010. Peu après cette défaite, il se blesse à l'épaule, blessure qui l'écartera des rings pendant un mois, avant d'affronter et battre Daniel Puder le 19 juin lors de Dominion 6.19 pour son retour[réf. nécessaire].
Le 1er août 2011, il entre dans le tournoi G1 Climax XXI en battant MVP. Il affronte et bat en finale Tetsuya Naitō le 14 août et remporte le tournoi.

#### Quintuple champion intercontinental et départ (2012-2016)

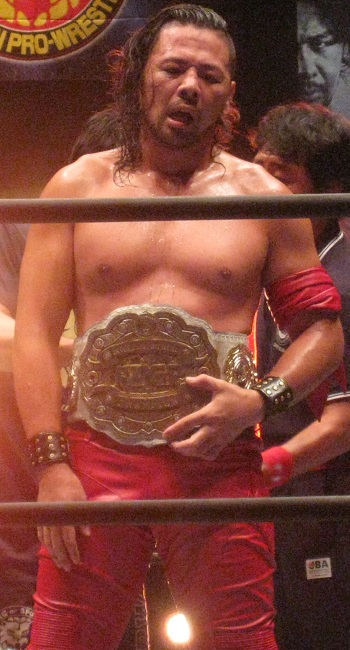
Shinsuke Nakamura avec le championnat intercontinental IWGP en septembre 2014.

Le 22 juillet 2012, il remporte le titre intercontinental IWGP[réf. nécessaire]. Il réalise sa première défense de titre le 26 août aux États-Unis contre Oliver John lors d'un show de la Sacramento Wrestling Federation. Il perd finalement le titre lors de sa tournée au Mexique contre La Sombra le 31 mai 2013 dans un Two out of Three Falls match.
De retour au Japon, il obtient un match revanche contre La Sombra à Kizuna Road 2013 et remporte pour la seconde fois le titre intercontinental IWGP.
Début 2014, il entame une nouvelle rivalité contre Hiroshi Tanahashi, qu'il affronte le 4 janvier au cours du main-event de Wrestle Kingdom 8 et perd son titre intercontinental. Il ne parvient pas à récupérer le titre le 9 février lors de The New Beginning in Hiroshima dans un match revanche. Le 23 mars, il remporte la New Japan Cup 2014, lui permettant d'avoir une seconde opportunité pour récupérer le titre intercontinental.
Il récupère finalement son titre le 6 avril lors d'Invasion Attack 2014 en battant Tanahashi et remporte pour la troisième fois la ceinture intercontinentale IWGP. Il reperd finalement sa ceinture le 21 juin au cours de Dominion 6.21 au profit de Bad Luck Fale.
Lors de Destruction in Kobe 2014, il récupère son titre intercontinental des mains de Bad Luck Fale dans un match revanche. Sa première défense de titre réussie se déroule lors de Power Struggle 2014 le 8 novembre après avoir battu Katsuyori Shibata.
Il perd de nouveau sa ceinture le 3 mai 2015 lors de Wrestling Dontaku 2015 contre Hirooki Goto. Il obtient un match revanche le 5 juillet au cours de Dominion 7.5 in Osaka-jō Hall mais il perd à nouveau contre Hirooki Goto[réf. nécessaire].
Lors de Destruction in Kobe 2015, il bat Hirooki Goto et remporte pour la cinquième fois le championnat Intercontinental IWGP. Lors de Wrestle Kingdom 10, il conserve son titre contre A.J. Styles.
Quelques heures après ce spectacle, des rumeurs prévoient le départ de Nakamura de la New Japan Pro-Wrestling pour rejoindre la World Wrestling Entertainment. Trois jours plus tard, il annonce lors d'une interview avec Tokyo Sports son départ. À la suite de cette annonce, la fédération affirme le 12 janvier qu'elle va lui retirer le championnat intercontinental. Il est officiellement destitué de sa ceinture le 25 janvier[réf. nécessaire]. Il dispute son dernier match le 30 janvier en faisant équipe avec Kazuchika Okada et Tomohiro Ishii et battent Hiroshi Tanahashi, Hirooki Goto et Katsuyori Shibata,.

### Consejo Mundial de Lucha Libre (2005, 2011-2016)

#### Première excursion (2005)
Il débute au sein du Consejo Mundial de Lucha Libre le 2 septembre 2005 avec son partenaire d'équipe Hiroshi Tanahashi et Averno et affrontent Dos Caras, Jr., Dr. Wagner, Jr. et Negro Casas dans un match par équipe au meilleur des trois tombés, match qu'ils perdent par disqualification.
Par la suite, lui et Tanahashi défendent avec succès leurs ceintures par équipe IWGP contre Los Guerreros del Infierno (Olímpico et Rey Bucanero).

#### Retour et perte du titre intercontinental (2011-2016)
Il fait son retour le 22 janvier 2011, lors de FantasticaMania 2011, un spectacle co-produit avec la New Japan Pro-Wrestling, en faisant équipe avec Averno et Tetsuya Naitō et battant Hiroshi Tanahashi, Prince Devitt et Místico dans un match hommage à Black Cat.
Le 31 mai 2013 au Mexique, il perd son titre intercontinental contre La Sombra dans un Two out of Three Falls match.
Son dernier match se déroule lors de l'édition 2016 de FantasticaMania, où il bat, avec Kazuchika Okada et El Bárbaro Cavernario, l'équipe de Hiroshi Tanahashi, Juice Robinson et Titán[réf. nécessaire].

### Ring of Honor (2014-2016)
Il participe à quelques shows de la Ring of Honor à la suite d'un partenariat entre cette dernière et la New Japan Pro-Wrestling. Il fait ses débuts le 10 mai 2014 lors de Global Wars 2014, où il perd dans un match par équipe avec Jado (en) contre Hiroshi Tanahashi et Jushin Thunder Liger. Une semaine plus tard, au cours de War of the Worlds '14, il bat Kevin Steen.
Il revient un an plus tard au cours de l'édition suivante de ce show, où il bat avec Kazuchika Okada les Briscoe Brothers lors du premier soir et Jushin Thunder Liger, Mark Briscoe et le champion de la télévision de la ROH Jay Lethal dans un Four Corners Survival match le lendemain, dans une rencontre où le titre de la télévision n'était pas en jeu. Il remporte ses combats lors de Global Wars 2015 face à ACH, puis contre Roderick Strong le soir suivant. Il fait ensuite équipe avec Jay Lethal le 22 août lors de Field of Honor 2015 et battent les reDRagon, aspirants pour les deux titres individuels de la ROH, détenus par Lethal.

### World Wrestling Entertainment (2016-...)

#### Débuts à NXT et double champion de la division (2016-2017)

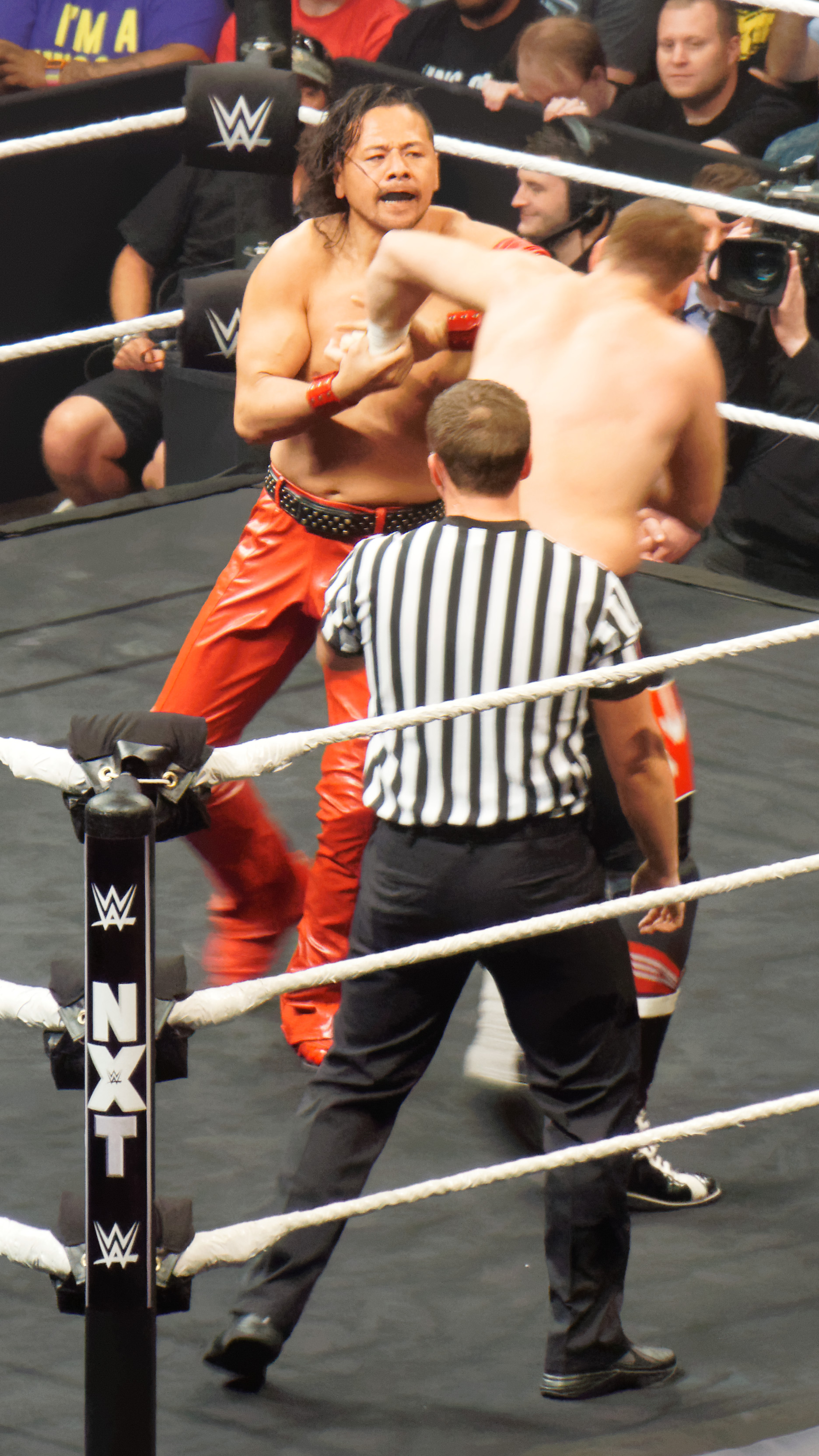
Nakamura combattant Sami Zayn le 1er avril 2016 pour ses débuts à NXT.

Fin janvier 2016, il signe officiellement un contrat de trois ans avec la fédération.
Le 28 janvier, le General Manager de NXT William Regal annonce sur Twitter la participation de Nakamura lors de NXT TakeOver: Dallas et intègre donc la division école de la WWE. Le 31 janvier, il termine ses obligations avec son ancienne fédération et commence à s'entraîner au centre de performance de la WWE, avant de rejoindre NXT.
Il fait ses débuts le 1er avril et bat Sami Zayn lors de NXT TakeOver: Dallas.
Lors de NXT Takeover: Brooklyn II, il bat Samoa Joe et remporte le NXT Championship.
Il perd son titre face au même adversaire au cours de NXT TakeOver: Toronto[réf. nécessaire].
Lors d'un Live Event à Osaka, il rebat Joe pour le titre, gagnant pour la seconde fois le NXT Championship.
Le 28 janvier 2017 lors de NXT TakeOver: San Antonio, il perd son titre contre Bobby Roode. Lors de NXT Takeover: Orlando, il perd contre Bobby Roode dans un match revanche pour le titre. Il fait ses adieux au public de la NXT le 5 avril, sous les applaudissements du roster[réf. nécessaire].

#### Débuts àSmackDown Live, gagnant du Royal Rumble et rivalité avec AJ Styles (2017-2018)

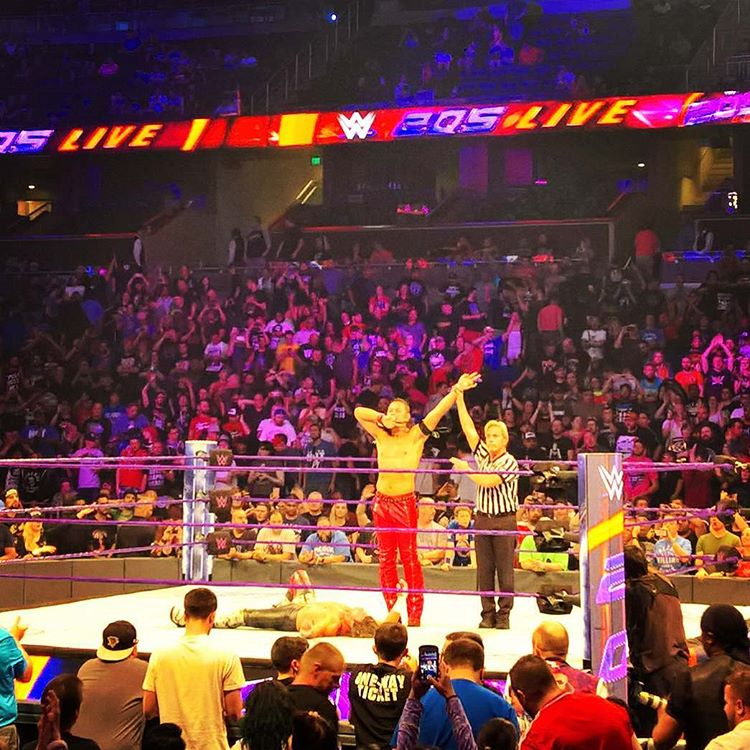
Shinsuke Nakamura lors de ses débuts à SmackDown Live en avril 2017.

Le 4 avril à SmackDown Live, il fait ses débuts, dans le show bleu, en interrompant Maryse et The Miz. Le 21 mai à Backlash, il dispute son premier match en battant Dolph Ziggler[réf. nécessaire]. Le 18 juin à Money in the Bank, il ne remporte pas la mallette, gagnée par Baron Corbin[réf. nécessaire].
Le 23 juillet à Battleground, il bat Baron Corbin par disqualification, après que ce dernier lui ait porté un Low Blow. À la fin du match, il se fait attaquer par ce dernier qui lui porte un End of Days[réf. nécessaire]. Le 20 août à SummerSlam, il ne remporte pas le titre de la WWE, battu par Jinder Mahal, à la suite d'une distraction des Singh Brothers[réf. nécessaire].
Le 8 octobre à Hell in a Cell, il ne remporte pas, une nouvelle fois, le titre de la WWE, battu par son même adversaire[réf. nécessaire]. Le 19 novembre aux Survivor Series, l'équipe SmackDown, dont il fait partie, perd face à celle de Raw dans un Man's 5-on-5 Traditional Survivor Series Elimination Tag Team match[réf. nécessaire]. Le 17 décembre à Clash of Champions, Randy Orton et lui perdent face à Sami Zayn et Kevin Owens, à la suite du compte rapide de trois de Daniel Bryan, arbitre spécial du match avec Shane McMahon[réf. nécessaire].
Le 28 janvier 2018 au Royal Rumble, il entre dans son premier Royal Rumble match masculin en 14e position et le remporte en éliminant successivement Sami Zayn, John Cena et Roman Reigns en dernière position. Il annonce ensuite choisir d'affronter AJ Styles pour le titre de la WWE à WrestleMania 34[réf. nécessaire]. Le 11 mars à Fastlane, il bat Rusev[réf. nécessaire].
Le 8 avril à WrestleMania 34, il ne remporte pas le titre de la WWE, battu par AJ Styles. Après le match, les deux catcheurs se félicitent mutuellement et se prennent dans les bras. Il remet la ceinture à son adversaire, mais effectue un Heel Turn en lui portant un Low-Blow, puis un Kinshasa à l'extérieur du ring[réf. nécessaire]. Le 26 avril au Greatest Royal Rumble, son match face à son rival se termine en Double Count Out, mais ne remporte pas le titre de la WWE[réf. nécessaire]. Le 6 mai à Backlash, le match entre les deux hommes se termine en No Contest, à la suite d'un double Low-Blow porté par chacun[réf. nécessaire]. Le 18 juin à Money in the Bank, il ne remporte pas, pour la quatrième fois, le titre de la WWE, battu par The Phenomenal dans un Last Man Standing match[réf. nécessaire].

#### Double champion des États-Unis de la WWE et alliance avec Rusev (2018-2019)

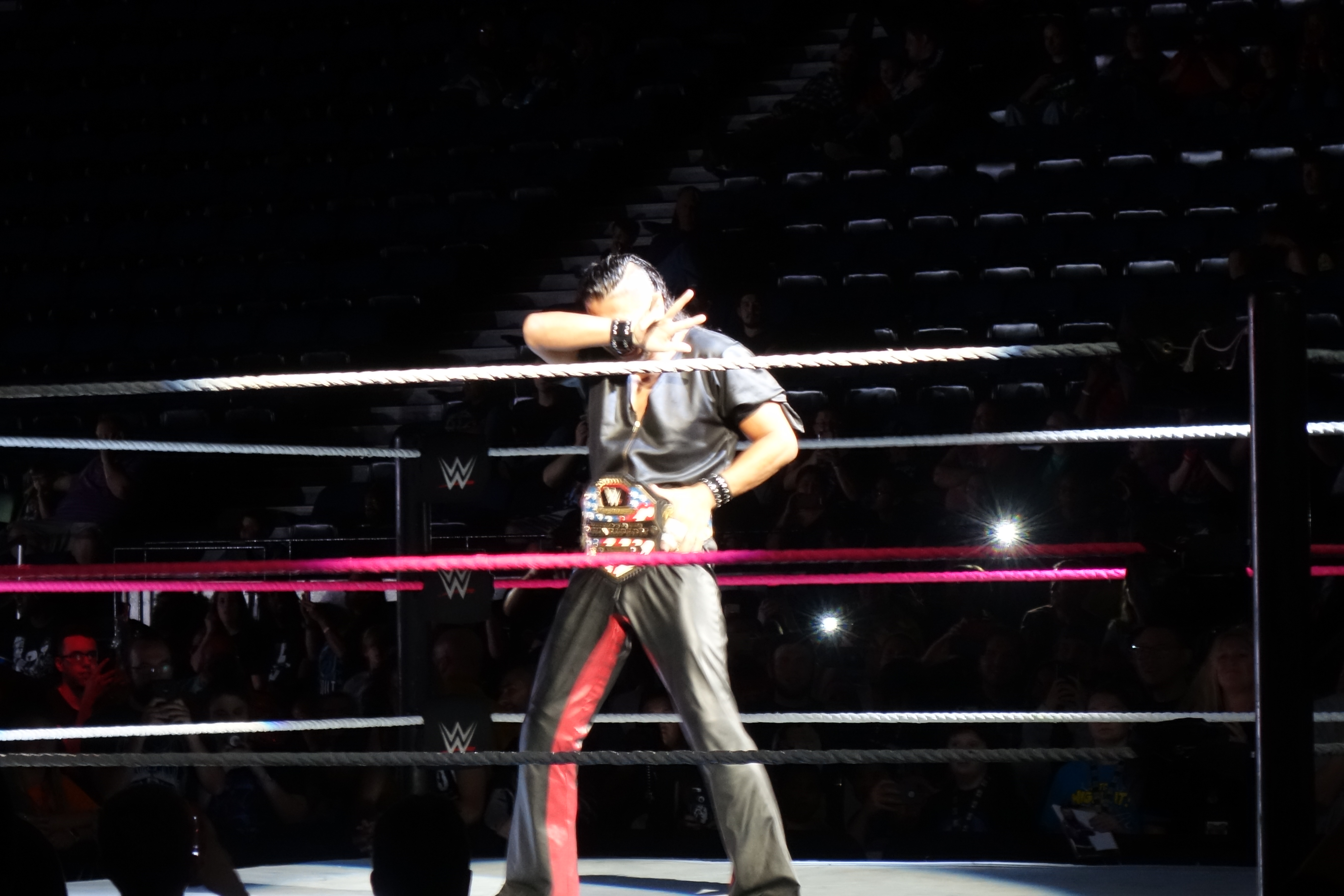
Shinsuke Nakamura avec le Championnat des États-Unis de la WWE en octobre 2018.

Le 15 juillet à Extreme Rules, à l'aide d'un Low Blow avant le début du match, il devient le nouveau champion des États-Unis de la WWE en battant Jeff Hardy en quelques secondes avec un Kinshasa, remportant le titre pour la première fois de sa carrière. Après sa victoire, Randy Orton effectue son retour et un Heel Turn en portant un Low-Blow à l'adversaire du Japonais[réf. nécessaire]. Le 19 août à SummerSlam, il conserve son titre en rebattant son même adversaire[réf. nécessaire].
Le 2 novembre à Crown Jewel, il conserve son titre en rebattant Rusev[réf. nécessaire]. Le 18 novembre aux Survivor Series, il perd face au champion Intercontinental de la WWE, Seth Rollins, dans un Champion vs. Champion match[réf. nécessaire]. Le 25 décembre à SmackDown Live, il perd face au Bulgare, ne conservant pas son titre[réf. nécessaire].
Le 27 janvier 2019 lors du pré-show au Royal Rumble, il redevient champion des États-Unis en prenant sa revanche sur son même adversaire, remportant le titre pour la seconde fois. Le 29 janvier à SmackDown Live, il perd face à R-Truth, ne conservant pas son titre. Rusev perd, lui aussi, face au nouveau champion. Après le combat, le Bulgare effectue un Heel Turn, s'allie officiellement avec le Japonais et les deux hommes attaquent ensemble leur même adversaire[réf. nécessaire].
Le 7 avril à WrestleMania 35, ils ne remportent pas les titres par équipe de SmackDown, battus par les Usos dans un Fatal 4-Way Tag Team match qui inclut aussi The Bar, Ricochet et Aleister Black[réf. nécessaire]. Le 7 juin à Super ShowDown, il ne remporte pas la 50-Man Battle Royal, gagnée par Mansoor[réf. nécessaire].

#### Champion Intercontinental de la WWE et champion par équipe deSmackDownavec Cesaro (2019-2021)

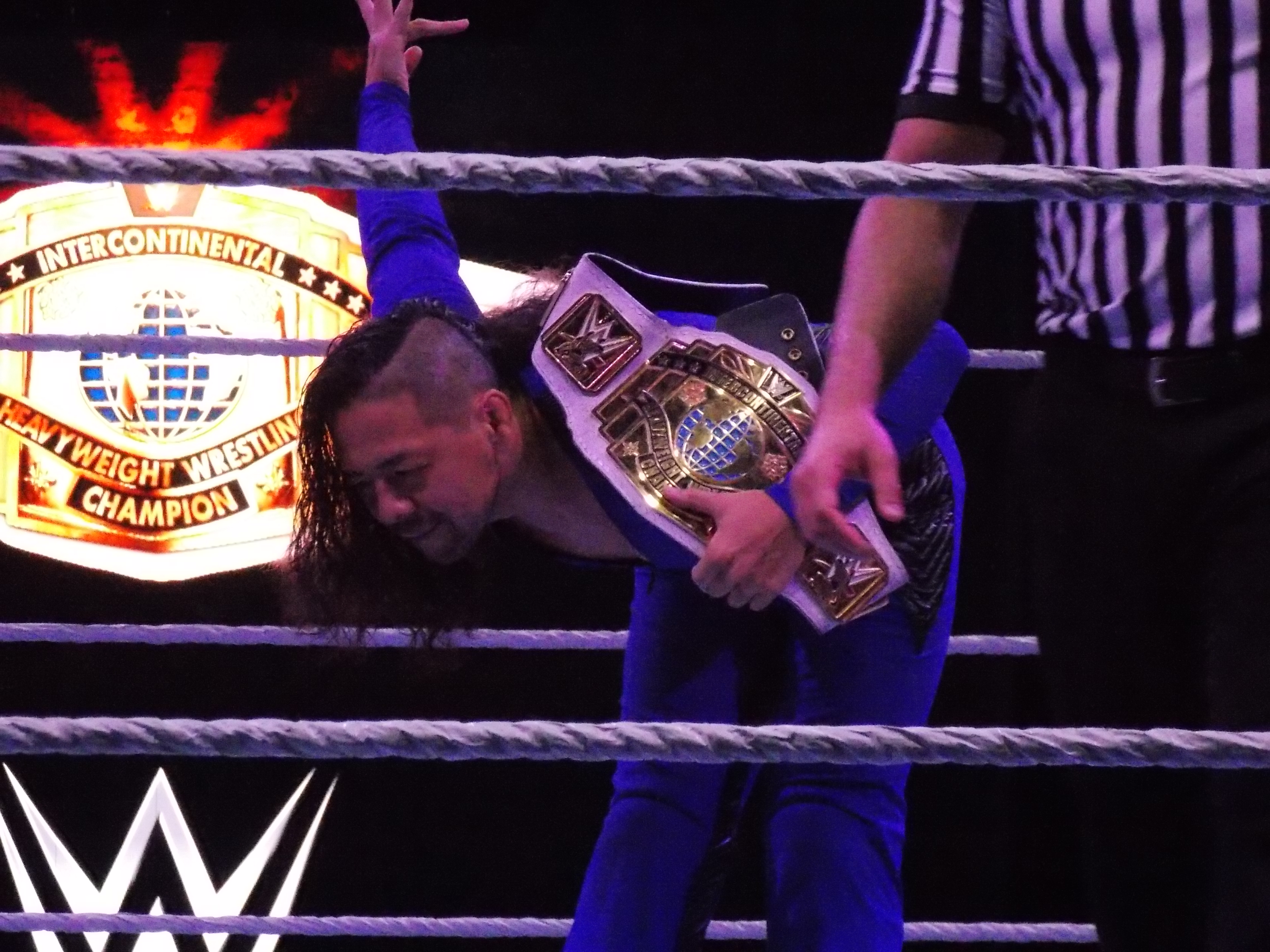
Shinsuke Nakamura en tant que champion intercontinental de la WWE en août 2019.

Le 14 juillet lors du pré-show à Extreme Rules, il devient le nouveau champion Intercontinental de la WWE en battant Finn Bálor, remportant le titre pour la première fois de sa carrière et son second titre personnel dans le roster principal. Le 15 septembre à Clash of Champions, il conserve son titre en battant le Miz.
Le 31 octobre à Crown Jewel, l'équipe Flair, dont il fait partie, perd face à celle d'Hogan dans un 10-Man Tag Team match. Le 24 novembre aux Survivor Series, il perd face au champion Nord-Américain de la NXT, Roderick Strong dans un Champion vs. Champion vs. Champion Triple Threat match, qui inclut également le champion des États-Unis de la WWE, AJ Styles.
Le 26 janvier 2020 au Royal Rumble, il entre dans le Royal Rumble match masculin en 11e position, mais se fait éliminer par Brock Lesnar. Le 31 janvier à Super SmackDown, il perd face à Braun Strowman, ne conservant pas son titre[réf. nécessaire]. Le 8 mars à Elimination Chamber, Cesaro et lui permettent à Sami Zayn de devenir nouveau champion Intercontinental de la WWE en battant Braun Strowman dans un 3-on-1 Handicap match.
Le 19 juillet à Extreme Rules, le Suisse et lui deviennent les nouveaux champions par équipe de SmackDown en battant le New Day dans un Tables match. Il remporte les titres pour la première fois de sa carrière, tandis que son partenaire les remporte pour la seconde fois[réf. nécessaire]. Le 27 septembre lors du pré-show à Clash of Champions, ils conservent leurs titres en battant Lince Dorado et Kalisto[réf. nécessaire].
La 9 octobre à SmackDown, ils perdent face au New Day, ne conservant pas leurs titres[réf. nécessaire]. Le 22 novembre lors du pré-show aux Survivor Series, ils ne remportent pas la Dual Brant Battle Royal, battus par le Miz[réf. nécessaire]. Le 20 décembre lors du pré-show à TLC, Sami Zayn, King Corbin et eux perdent face à Big E, Daniel Bryan, Otis et Chad Gable dans un 8-Man Tag Team match.

#### Alliance avec Rick Boogs, King Nakamura, double champion intercontinental de la WWE et absence (2021-2022)
Le 8 janvier 2021 à SmackDown, il ne devient pas aspirant no 1 au titre Universel de la WWE au Royal Rumble, battu par Adam Pearce (attaqué par Jey Uso et Roman Reigns avant le combat), après avoir successivement battu Rey Mysterio, King Corbin et Daniel Bryan. Après sa victoire sur son avant-dernier adversaire, il effectue un Face Turn en lui serrant la main[réf. nécessaire]. Le 31 janvier au Royal Rumble, il entre dans le Royal Rumble masculin en 7e position, mais se fait éliminer par King Corbin[réf. nécessaire]. Le 21 mars à Fastlane, il perd face à Seth Rollins.
Le 9 avril à SmackDown special WrestleMania, il ne remporte pas la Andre the Giant Memorial Battle Royal, éliminé en dernière position par Jey Uso[réf. nécessaire]. Le 21 mai à SmackDown, il forme officiellement une alliance avec Rick Boogs, nouvelle Superstar de la WWE et chanteur-guitariste[réf. nécessaire]. Le 18 juin à SmackDown, il remporte le Battle for the Crown Match et devient le nouveau roi de la WWE en battant Baron Corbin[réf. nécessaire].
Le 18 juillet à Money in the Bank, il ne remporte pas la mallette, gagnée par Big E. Le 13 août à SmackDown, il redevient champion Intercontinental de la WWE en battant Apollo Crews, remportant le titre pour la seconde fois[réf. nécessaire].
Le 21 novembre aux Survivor Series, il bat le champion des États-Unis, Damian Priest, par disqualification dans un Champion vs. Champion match. Durant le combat, son adversaire détruit la guitare de son partenaire et l'attaque avec[réf. nécessaire].
Le 29 janvier 2022 au Royal Rumble, il entre dans le Royal Rumble match masculin en seconde position, mais se fait éliminer par AJ Styles. Le 18 février à SmackDown, il perd face à Sami Zayn, ne conservant pas son titre.
Le 2 avril à WrestleMania 38, Rick Boogs et lui ne remportent pas les titres par équipe de SmackDown, battus par les Usos.

#### Retour en solo et Draft àRaw(2023-2024)
Le 14 avril 2023 à SmackDown, il fait son retour, après un an d'absence, et bat Madcap Moss. Quatorze soirs plus tard à SmackDown, lors du Draft, il est annoncé être officiellement transféré à Raw par Shawn Michaels et Road Dogg.
Le 1er juillet à Money in the Bank, il ne remporte pas la mallette, gagnée par Damian Priest[réf. nécessaire]. Le 5 août à SummerSlam, il ne remporte pas la Slim Jim SummerSlam 25-Man Battle Royal, gagnée par LA Knight[réf. nécessaire]. Trois soirs plus tard à Raw, il bat Bronson Reed. Plus tard dans la soirée, Cody Rhodes, Seth Rollins et lui battent le Judgment Day (Finn Bàlor, Damian Priest et Dominik Mysterio) dans un 6-Man Tag Team match. Après le combat, il effectue un Heel Turn, car il porte un Kinshasa sur le champion du monde poids-lourds. Le 2 septembre à Payback, il ne remporte pas le titre, battu par The Visionary[réf. nécessaire].
Le 7 octobre à Fastlane, il ne remporte pas la ceinture, rebattu par son même adversaire dans un Last Man Standing match[réf. nécessaire].
Le 27 janvier 2024 au Royal Rumble, il entre dans le Men's Royal Rumble match en 6e position, mais se fait éliminer par le futur gagnant, Cody Rhodes.

#### Retour àSmackDownet triple champion des États-Unis (2024-...)
Le 29 avril à Raw, lors du Draft, il est annoncé être officiellement transféré à SmackDown par JBL.
Le 15 novembre à SmackDown, il fait son retour, après 10 mois d'absence, et attaque LA Knight qui venait de conserver son titre des États-Unis contre Berto. Huit soirs plus tard aux Survivor Series: WarGames, il redevient champion des États-Unis, pour la troisième fois, en battant The Megastar[réf. nécessaire].

## Palmarès
- Inoki Genome Federation

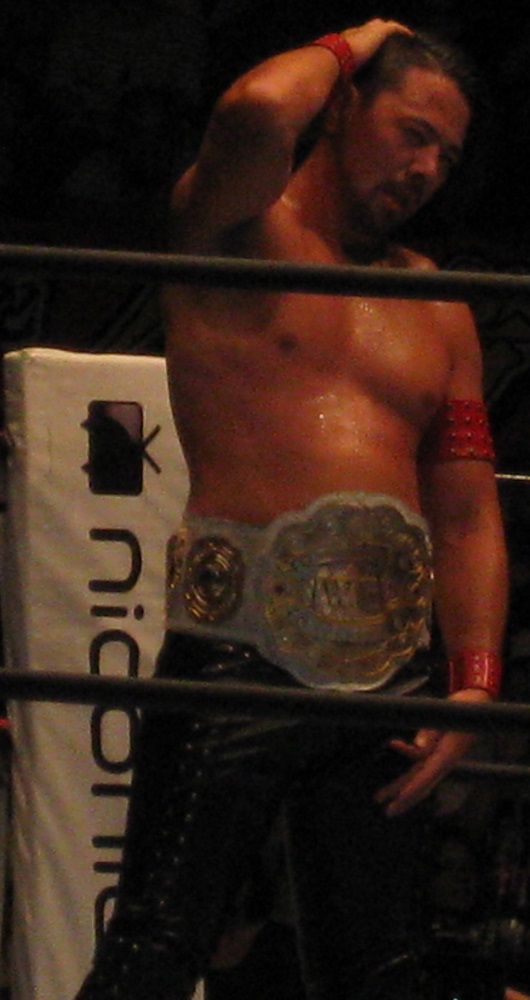
Shinsuke Nakamura avec le championnat intercontinental IWGP en septembre 2013.

  - 1 fois IWGP Third Belt Champion (dernier)[105]
- New Japan Pro-Wrestling
  - 3 fois IWGP Heavyweight Champion[105],[106]
  - 5 fois IWGP Intercontinental Champion[105],[107]
  - 1 fois IWGP Tag Team Champion – avec Hiroshi Tanahashi[105],[108]
  - 1 fois IWGP U-30 Openweight Champion[105],[109]
  - 1 fois NWF Heavyweight Champion (dernier)[105],[110]
  - Vainqueur du G1 Climax (2011)[2]
  - Vainqueur du G1 Tag League (2006) – avec Masahiro Chōno[2]
  - Vainqueur de la New Japan Cup (2014)[2]
  - Vainqueur du Teisen Hall Cup Six Man Tag Team Tournament (2003) – avec Hiro Saito et Tatsutoshi Goto[2]
  - Vainqueur du 10,000,000 Yin Tag Tournament (2004) – avec Hiroyoshi Tenzan[2]
  - Vainqueur du Yuko Six Man Tag Team Tournament (2004) – avec Blue Wolf et Katsuhiko Nakajima[2]
  - Vainqueur du National District Tournament (2006) – avec Kōji Kanemoto[2]
  - Récompense New Wave Award (2003)[111]
  - Récompense Tag Team Best Bout (2004) – avec Hiroyoshi Tenzan vs. Katsuyori Shibata et Masahiro Chōno le 24 octobre 2004[112]
  - Récompense Technique Award (2004)[112]
  - Récompense Heavyweight Tag MVP Award (2005) – avec Hiroshi Tanahashi[113]
- World Wrestling Entertainement
  - 2 fois NXT Champion[105]
  - 3 fois Champion Intercontinental
  - 3 fois Champion des États-Unis
  - 1 fois Champion par équipe de SmackDown avec Cesaro
  - Vainqueur du Royal Rumble 2018

## Récompenses des magazines
- Pro Wrestling Illustrated

| Année | 2006 | 2007 | 2008 | 2009 | 2010 | 2011 | 2012 | 2013 | 2014 | 2015 | 2016 | 2017 | 2018 | 2019 | 2020 | 2021 | 2022 | 2023 | 2024 |
| ----- | ---- | ---- | ---- | ---- | ---- | ---- | ---- | ---- | ---- | ---- | ---- | ---- | ---- | ---- | ---- | ---- | ---- | ---- | ---- |
| Rang  | 130  | 96   | 10   | 24   | 7    | 45   | 47   | 54   | 17   | 5    | 7    | 6    | 11   | 31   | 26   | 82   | 46   | 113  | 109  |

- Power Slam

| Année | 2004 | 2005 à 2007 | 2008 | 2009 | 2010 | 2011 | 2012 | 2013 |
| ----- | ---- | ----------- | ---- | ---- | ---- | ---- | ---- | ---- |
| Rang  | 25   | NC          | 34   | 25   | 12   | 20   | 17   | 4    |

- Tokyo Sports
  - Combat de l'année 2013 vs. Kōta Ibushi le 4 août 2013[115]
  - Combat de l'année 2014 vs. Kazuchika Okada le 10 août 2014[116]
  - Rookie de l'année 2003[117]
  - Technicien de l'année 2012[118]
- Wrestling Observer Newsletter
  - Membre du Wrestling Observer Newsletter Hall of Fame (2015)[119]
  - Prix Lou Thesz / Ric Flair - Catcheur de l'année 2014[120]
  - Catcheur le plus charismatique en 2014 et 2015[120],[121]
  - Match de l'année en 2015 vs. Kōta Ibushi le 4 janvier 2015[121]
  - Match 5 étoiles (2015) vs. Kōta Ibushi le 4 janvier 2015[122]
  - Match 5 étoiles (2015) vs. Hiroshi Tanahashi le 16 août 2015[123]

## Parcours en MMA
Shinsuke Nakamura s'entraîne au début des années 2000 pour disputer des matchs en arts martiaux mixtes, en parallèle avec sa jeune carrière de catcheur. Il dispute son premier combat contre un membre de la famille Gracie : Daniel Gracie. Malgré une bonne prestation, il subit une clé de bras dans le second round, le forçant à abandonner et à subir sa première défaite,. Il s'entraîne par la suite avec Kazushi Sakuraba et apprend des techniques de soumissions.
Son deuxième combat a lieu lors d'Ultimate Crush, un évènement de sa fédération de catch New Japan Pro-Wrestling et affronte le géant Jan Nortje (en) dans un Vale Tudo Rules match. Malgré sa différence de taille, il parvient à se protéger des attaques de son adversaire et profite de son agilité pour asséner des coups de poing et de genou à Nortje qui le font saigner au visage lors du premier round. Il conclut son match dans le second round par une Guillotine Choke, lui donnant sa première victoire.
Il part ensuite au Brésil pour disputer son troisième match au sein de l'organisation Jungle Fight (en), où il affronte Shane Eitner, un jeune lutteur MMA peu expérimenté. Mis à part une kimura tentée par Eitner, Nakamura domine le match de bout en bout et en termine avec une clé de bras, faisant abandonner son adversaire après un peu plus de quatre minutes de combat.
Il retourne au Japon et dispute ensuite deux combats au sein de la fédération K-1 en combattant Alexey Ignashov, natif de Biélorussie. Le premier affrontement entre eux a lieu le 31 décembre 2003 lors de Premium 2003 Dynamite!!, un an jour pour jour après le premier match de Nakamura en MMA. Ce dernier domine les deux premiers rounds, malgré un coup de pied non autorisé d'Ignashov, qui reçut un avertissement. Au cours du troisième round, le biélorusse assène un coup de genou fracturant l'orbite de l'œil de son adversaire et l'arbitre le déclare vainqueur du match. Toutefois, Nakamura se plaint de cette décision car elle fut prise selon lui trop rapidement, car la prise utilisée sur lui est illégale, poussant ainsi l'arbitre à déclarer le match en No Contest,.
Un second match est alors organisé afin de déterminer un vainqueur. Cette seconde rencontre se déroule le 22 mai 2004 au cours de MMA Romanex. Nakamura remporte le premier round en maintenant au sol Ignashov pour éviter un éventuel coup de genou. Nakamura parvient également à maîtriser le second round et à remporter le match à la suite d'une clé sur l'avant bras du biélorusse. Malgré cette victoire, il décide d'arrêter sa carrière de lutteur en arts martiaux mixtes pour se concentrer sur sa carrière de catcheur.

### Palmarès
| 5 combats      | 3 victoires | 1 défaites |
| Par KO         | 0           | 0          |
| Par soumission | 3           | 1          |
| Sur décision   | 0           | 0          |
| Sans décision  | 1           | 1          |

| Résultat      | Record | Adversaire      | Méthode                                 | Événement                                  | Date              | Round | Temps | Lieu           | Notes                  |
| ------------- | ------ | --------------- | --------------------------------------- | ------------------------------------------ | ----------------- | ----- | ----- | -------------- | ---------------------- |
| Victoire      | 3-1-1  | Alexey Ignashov | Soumission (Forearm Choke)              | K-1 - MMA Romanex                          | 22 mai 2004       | 2     | 1:51  | Saitama, Japon | Dernier combat en MMA. |
| Sans décision | 2-1-1  | Alexey Ignashov | No Contest                              | K-1 - Premium 2003 Dynamite!!              | 31 décembre 2003  | 3     | 1:19  | Nagoya, Japon  | Décision modifiée.     |
| Victoire      | 2-1    | Shane Eitner    | Soumission (Keylock)                    | JF : JUNGLE FIGHT 1                        | 13 septembre 2003 | 1     | 4:29  | Manaus, Brésil |                        |
| Victoire      | 1-1    | Jan Nortje (en) | Soumission (Étranglement en guillotine) | NJPW : Ultimate Crush                      | 2 mai 2003        | 2     | 3:12  | Tokyo, Japon   |                        |
| Défaite       | 0-1    | Daniel Gracie   | Soumission (Clé de bras)                | IGF : Inoki Bom-Ba-Ye 2002 - K-1 vs. Inoki | 31 décembre 2002  | 2     | 2:14  | Saitama, Japon | Premier combat en MMA. |